# Gugney-aux-Aulx
Gugney-aux-Aulx is een gemeente in het Franse departement Vosges (regio Grand Est) en telt 133 inwoners (1999). De plaats maakt deel uit van het arrondissement Épinal.

## Geografie
De oppervlakte van Gugney-aux-Aulx bedraagt 8,8 km², de bevolkingsdichtheid is 15,1 inwoners per km².
De onderstaande kaart toont de ligging van Gugney-aux-Aulx met de belangrijkste infrastructuur en aangrenzende gemeenten.

## Demografie
Onderstaande figuur toont het verloop van het inwonertal (bron: INSEE-tellingen).